# Abu l-Vafá Muhammad ibn Muhammad al-Búzdzsáni
Abu l-Vafá Muhammad ibn Muhammad al-Búzdzsáni (arab írással أبو الوفاء محمد بن محمد البوزجاني, tudományos átiratban Abū l-Wafāʾ Muḥammad ibn Muḥammad al-Būzǧānī; 940. június 10. – 998. július 15.) perzsa származású, arabul alkotó középkori muszlim csillagász, matematikus.
Al-Kitáb al-kámil („A teljes könyv” a csillagászatról) című műve és csillagászati táblázatai még több száz évvel később is nagy hatással voltak a középkori arab csillagászokra.
Ő volt az első, aki bebizonyította, hogy a szinusztétel érvényes gömbfelületen is (például az éggömbön). Abu l-Vafá szabálytalan eltéréseket vett észre a Hold mozgásában. Ezt csak több száz évvel később tudták fejlettebb égimechanikai elméletekkel megmagyarázni.
Bagdadban élt és dolgozott. Jelentősen hozzájárult a gömbi trigonometria fejlődéséhez. Elsőként alkalmazott arab szövegben negatív számokat a könyvében, amit kereskedők számára adott közre.
Nevéhez fűződik szinusz és tangens-értékek kiszámítása 15' intervallumonként, ami táblázatban jelent meg. Bevezette a szekáns és koszekáns fogalmát. Több könyvet is írt, amik nem maradtak fenn.

## Élete
A mai Irán területén született, Horászán Búzsgán nevű városában (ma Torbat Dzsám, Razavi Horászán tartomány). A Nisápur és Herát között fekvő település nevének arab változata volt a Búzdzsán, amely Abu l-Vafá nevében megőrződött. 959-ben, 19 éves korában Bagdadba költözött, közel negyven évig ott élt és ott is halt meg 998-ban. Bagdadban vezető csillagásznak és matematikusnak számított. Megfigyeléseit a Báb al‐Tibn obszervatóriumban végezte. Búzdzsáni különösen a 975 utáni évtizedben volt aktív. A 987–989 között főemíri címet viselő Saraf ad-Daula buvajhida fejedelem kívánságára és támogatásával új obszervatóriumot hozott létre Bagdadban. Itt elsőként egy hat méter hosszú fali kvadránst épített, amivel a csillagok pozícióit lehetett meghatározni. Saraf al‐Daula maga is tanult ember volt, aki érdeklődött a csillagászat iránt. Búzdzsáni bagdadi évei alatt szorosan együttműködött az új obszervatórium élére kinevezett al-Kúhival, és a Hvárezmben tevékenykedő fiatalabb kortársával, al-Bírúnival is levelezésben állt, sőt összehangolt megfigyeléseket végeztek.

## Matematika
Trigonometrikus azonosságokat állapított meg, például a sin(a ± b) összefüggést modern formájában. Ekkoriban az ókori görög matematikusok még húrok hosszával fejezték ki az kapcsolatot a mennyiségek között.
{\displaystyle \sin(\alpha \pm \beta )=\sin \alpha \cos \beta \pm \cos \alpha \sin \beta }
Felfedezte a gömbi háromszögek szinusz-törvényét:
{\displaystyle {\frac {\sin A}{\sin a}}={\frac {\sin B}{\sin b}}={\frac {\sin C}{\sin c}}}
ahol A, B, C az oldalak hossza, a, b, c a szemben lévő szögek.

## Fordítás
- Ez a szócikk részben vagy egészben  az   Abū al-Wafā' Būzjānī című angol Wikipédia-szócikk fordításán alapul.  Az eredeti cikk szerkesztőit annak laptörténete sorolja fel. Ez a jelzés csupán a megfogalmazás eredetét és a szerzői jogokat jelzi, nem szolgál a cikkben szereplő információk forrásmegjelöléseként.